# Гордон Герберт
Гордон Волтер Герберт (англ. Gordon Walter Herbert) — канадсько-фінський професійний баскетбольний тренер і колишній гравець. Він був призначений головним тренером національної збірної Німеччини у 2021 році та привів її до бронзової медалі на чемпіонаті Європи 2022 року та золотої медалі на чемпіонаті світу 2023 року.